# Pachycondyla mocquerysi
Pachycondyla mocquerysi är en myrart som först beskrevs av Carlo Emery 1902.  Pachycondyla mocquerysi ingår i släktet Pachycondyla och familjen myror. Inga underarter finns listade i Catalogue of Life.